# Jelka Melik
Jelka Melik [jélka mélik], slovenska pravnica, pravna zgodovinarka in arhivistka, * 22. april 1951, Ljubljana.

## Življenje
Jelka Melik se je rodila kot prva hči zgodovinarja Vasilija Melika in zdravnice Ljube Makovec. Ima še sestro Živo, rojeno leta 1955, zdravnico in profesorico Medicinske fakultete v Ljubljani. Po končani osnovni šoli in gimnaziji je študirala pravo na Pravni fakulteti Univerze v Ljubljani in diplomirala leta 1975, bila pripravnica na Okrožnem sodišču v Ljubljani in od leta 1978 do 2016 zaposlena v Arhivu Republike Slovenije. V njeno pristojnost je sodilo tako proučevanje in strokovna obdelava že obstoječe dediščine sodišč in tožilstev kot tudi raziskovanje in vrednotenje nastajajočih dokumentov najpomembnejših ustvarjalcev arhivskega gradiva s področja pravosodja v Sloveniji. V letu 1993 je končala podiplomski študij arhivistike na Filozofski fakulteti Univerze v Ljubljani in leta 1999 prejela doktorat znanosti s področja zgodovine. 
Izpopolnjevala se je v Avstriji, Nemčiji in Združenem kraljestvu. Leta 1998 je končala Teološko pastoralno šolo v Ljubljani in prejela Missio canonica. V letu 2004/2005 je začela predavati arhivistiko na Oddelku za zgodovino na Pedagoški fakulteti v Mariboru, kasneje na Filozofski fakulteti v Mariboru, od leta 2013 dalje pa predava arhivsko pravo na Oddelku za arhivistiko in dokumentologijo na Univerzi Alma Mater Europaea Evropski center Maribor. Sodelovala je tudi pri pripravi zakonskih in podzakonskih predpisov s področja varovanja dokumentarnega in arhivskega gradiva.

## Delo
Njeno raziskovalno delo sega na tri znanstvena področja in jih med seboj prepleta: pravo, zgodovino in arhivistiko. To zadnje je v ospredju, saj daje delu smer in poudarke. S prispevki se je udeležila mnogih strokovnih in znanstvenih posvetovanj s področja arhivistike in pravne zgodovine, tako doma kot v tujini (Bielefeld, Trst, Liverpool, Krakov, Boston, Slavonski brod, Brisbane, Tuzla, Zagreb). Evidentirala je arhivsko gradivo, ki zadeva Slovence in njihovo zgodovino v osrednjem britanskem arhivu v Londonu, v avstrijskem državnem arhivu na Dunaju in Arhivu Jugoslavije v Beogradu. Redno objavlja članke v arhivskih znanstvenih revijah: Arhivi, Atlanti, Tehnični in vsebinski problemi klasičnega in elektronskega arhiviranja pa tudi v drugih znanstvenih in strokovnih revijah s področja zgodovinopisja in prava. Od leta 2005 je sama ali v soavtorstvu napisala tudi več knjig za otroke.

## Izbrana bibliografija
- ——— (1999). Kazensko sodstvo v jugoslovanski Sloveniji v letih 1930-1941 (doktorska disertacija). Oddelek za zgodovino, Filozofska fakulteta, Univerza v Ljubljani. COBISS 10309218.

### Knjige
- ——— (2024), Arhivsko pravo, Maribor: Alma Mater Press, Univerza Alma Mater Europaea, COBISS 194547715, ISBN 978-961-7183-40-5 – prek press.almamater.si
- ———; Jeraj, Mateja (2017), Kazenski proces proti Črtomirju Nagodetu in soobtoženim, Epilog, Ljubljana: Arhiv Republike Slovenije
- ———; Jeraj, Mateja (2015), Kazenski proces proti Črtomirju Nagodetu in soobtoženim, Študija in prikaz procesa, Ljubljana: Arhiv Republike Slovenije
- ——— (2011), »Osnove prava in pravne države za arhiviste«, (Publikacije Arhiva Republike Slovenije, Zbirka Priročniki, zv. 1), Ljubljana: Arhiv Republike Slovenije
- ——— (2000), V imenu njegovega veličanstva kralja! : kazensko sodstvo v jugoslovanski Sloveniji v letih 1930-1941, Ljubljana: Arhiv Republike Slovenije
- ——— (1994), Kazensko sodstvo na Slovenskem : 1919-1929 : s posebnim ozirom na arhivsko gradivo Deželnega sodišča v Ljubljani, Ljubljana: Arhiv Republike Slovenije
- ———; Jeraj, Mateja (1996), »Partizanski zdravniki in pravniki med stroko in politiko«, Viri, Ljubljana: Arhivsko društvo Slovenije (št. 9)

### Knjige za otroke
- ——— (2020) [2014], Slovenija za otroke, Zagreb: Turistička naklada
- ———; Krajnc, Silvin; Melik, Živa (2019), Besede življenja. 5, Preroki in Spisi, Ljubljana: Brat Frančišek
- ———; Krajnc, Silvin; Melik, Živa (2018), Besede življenja. 4, Mojzesove knjige, Ljubljana: Brat Frančišek
- ———; Krajnc, Silvin; Melik, Živa (2017), Besede življenja. 3, Jezusov nauk in znamenja, Ljubljana: Brat Frančišek
- ———; Jeraj, Mateja; Braunsberger, Nataša (2016), Raziskujmo in pobarvajmo slike v Narodni galeriji = Discovering and colouring the paintings in the National Gallery of Slovenia, Ljubljana
- ———; Jeraj, Mateja (2016), Ljubljana, zeleno mesto, Ljubljana
- ———; Krajnc, Silvin; Melik, Živa (2015), Besede življenja. 2, Jezusova pot, Ljubljana: Brat Frančišek
- ———; Krajnc, Silvin; Melik, Živa (2014), Besede življenja. 1, Prva spoznanja, Ljubljana: Brat Frančišek
- ———; Jeraj, Mateja (2005), Spoznajmo Ljubljano: vodnik po mestu za otroke (male in velike), Ljubljana: Tehniška založba Slovenije